# 伍習
伍習，東漢末年的武將。《典略》記載其名為五習。

## 生平
原本是郭汜的部将，興平二年（195年）十月奉郭汜的指令焚燒學舍以威逼漢獻帝。兩年後在郿縣反叛郭汜，並率軍襲殺了郭汜。

## 文学形象
明朝罗贯中历史小说《三国演义》称权臣曹操得知段煨杀了李傕，伍习杀了郭汜，献上首级，便封段煨为荡寇将军、伍习为殄虏将军，各引兵镇守长安，二人谢恩而去。
史书并未记载伍习杀死郭汜后的下落。